# Hino Nacional da Ossétia do Sul
O Hino Nacional da Ossétia do Sul foi adotado no dia 5 de maio de 1995. A letra foi escrita por Totraz Kokaev (Тотраз Кокаев), e a música por Félix Alborov (Феликс Алборов).